# Original de Fábrica
Original de Fábrica é o primeiro álbum de estúdio da banda gaúcho Cartolas, lançado em Outubro de 2007. A banda é formada pelo vocalista Luciano Preza, o baixista Otávio Silveira, os guitarristas Dé Silveira e Melão Todt, o baterista Pedro Petracco. Original de Fábrica foi Produzido no estúdio Toca do Bandido por Carlos Eduardo Miranda, um dos grandes produtores da cena de rock nacional, com colaboração de Thomaz Batista, e arte do designer Roberto Fonseca. 

## Faixas
1. "Sujeito Boa Praça"
2. "Cara de Vilão"
3. "O Rabugento"
4. "O House do Melão"
5. "Garota"
6. "Original de Fábrica"
7. "Que Diabos Tu Tem Dentro da Cabeça?"
8. "As Mil Garupas"
9. "Acusações Baratas"
10. "Os Ratos"
11. "Se Puder"

## Prêmios e indicações

### Prêmio Açorianos
| Ano  | Categoria    | Indicação           | Resultado |
| ---- | ------------ | ------------------- | --------- |
| 2007 | Disco de Pop | Original de Fábrica | Venceu    |